# Сърбия
Република Сърбия (на сръбски: Република Србија или Republika Srbija) е държава в Югоизточна Европа. На север Сърбия граничи с Унгария, на изток – с Румъния и България, на юг – със Северна Македония и с частично признатата държава Косово, на югозапад – с Черна гора, а на запад – с Босна и Херцеговина и Хърватия. Столицата ѝ е Белград.
Страната е членка на ООН, Съвета на Европа и ЦЕФТА, стреми се към членство в Европейския съюз и пази военен неутралитет.

## География
Основната част – 80% от територията на Сърбия се намира на Балканския полуостров, а 20% – в Панонската низина. Общата дължина на границите на страната е 2114,2 km.
Общата ѝ площ е 77,47 хил. km², от които: Сърбия – 55,97 хил. km² и Войводина – 21,51 хил. km²; Територията на Косово и Метохия е 10,89 хил. km². Северната част на страната заема Среднодунавската равнина, а останалите са заети от ниски и средно високи планини – Повлен, Беляница, Златибор, Чемерна, Копаоник, Сува планина, граничните Шар планина и Кораб планина с най-висок връх Черни (2764 m). В страната има над 15 върха с височина над 2000 m. Преобладаващият в страната климат е умерено-континентален.
Средни температури за януари: от 3 °C до 9 °C, за юли от 18 °C до 25 °C, валежи: 400 – 800 mm в Среднодунавската равнина, до 1500 mm във високите части.
Планинският релеф на Сърбия е изпъстрен с множество каньони и пещери. Планинските области се отличават с малка плътност на населението и добре запазена природа. Страната е богата на води, по което се отличава от България. Най-големите плавателни реки са Дунав (588 km), Сава (206 km), Тиса (168 km) и отчасти Велика Морава (185 km). Други големи реки са Западна Морава (308 km), Южна (Българска) Морава (295 km), Ибър (272 km), Дрина (220 km) и Тимок (202 km). Най-голямо изкуствено езеро в Сърбия е Джердап, чиято площ в сръбска територия е 163 km².
Сърбия има 5 национални парка – Джердап, Копаоник, Тара, Шар планина и Фрушка гора.
Сърбия се намира на Балканския полуостров. Северната ѝ част е заета от плодородната Войводина – там се отглеждат различни земеделски култури, като пшеница, царевица, тютюн, коноп, зеленчуци, плодове, захарно цвекло и др.

### Градове
Най-големите градове в Сърбия са: Белград (1 687 132), Нови Сад (341 625), Ниш (260 237), Крагуевац (179 417), Лесковац (144 632) и Суботица (141 554).

## История
Славянската прародина на сърбите е Лужица. Сръбските племена се заселват като федерати на Византия в т.нар. същински сръбски земи.
Първите данни за сръбска държавност са от 7 век по времето на династията на Властимировичите. През 9 век сърбите приемат християнството на мястото на славянския политеизъм. Основател на средновековната сръбска държава, наричана още Велико княжество Сърбия, е Стефан Неманя, велик сръбски жупан, живял през 12 век. През 1217 г., под управлението на Стефан Първовенчани, Сърбия се сдобива със статут на кралство, а в 1346 г. за няколко десетилетия прераства в царство, при управлението на цар Стефан Душан. В периода 1521 – 1804 г. сръбските земи са под властта на Османската империя.
През 1804 г. сръбският народ, както и останалите народи в Европа през това време, започва да изгражда модерна държава и под водачеството на Георги Петрович, известен и като Карагеорги (Караджордже), започва борба за независимост. От 1813 до 1903 г. начело на сръбското движение за независимост и държава, е династията на Обреновичите, която сменя династията на Караджорджевичите, потомци на Георги Петрович-Карагеорги.
Първата конституция на Сърбия е приета на 15 февруари 1835 г. 
Сърбия обявява война на България на 14 ноември 1885 г. поради Съединението на Княжество България и Източна Румелия, което нарушава Берлинския договор и променя баланса на силите на Балканите. Крал Милан I, уверен в лесния си успех и виждайки заплаха за сръбските интереси и амбиции за разширение, предприема тази стъпка. Австро-Унгария подкрепя Сърбия, за да ограничи руското влияние на Балканите. Вътрешните проблеми в Сърбия също играят роля, като кралят се опитва да укрепи своята позиция чрез война. Войната завършва с унизителна загуба за Сърбия и българска победа и Букурещкия мирен договор, който потвърждава Съединението.
През 1918 г. Сърбия и сръбската кралска династия става основател на Кралство на сърби, хървати и словенци, а по-късно става съставна част на социалистическата югославска федерация от шест републики. От 1992 г., след разпадането на СФРЮ, чак до 2003 г., Сърбия заедно с Черна гора, образуват Съюзна република Югославия. През 2003 – 2006 г. Сърбия е съставна част от Държавната общност на Сърбия и Черна гора. След референдум през 2006 г. Черна гора се отделя от съюза и вече е независима република. На 15 февруари 2008 г. бившият сръбски автономен окръг Косово обявява независимост.

## Държавно устройство
На 29 октомври 2006 г. с референдум е приета нова Конституция на Република Сърбия, която замества приетата през септември 1990 г. Законодателният орган на Сърбия е еднокамарен парламент – скупщина с 250 депутати, които се избират за четиригодишен мандат. Държавен глава на Република Сърбия е президент, който се избира за петгодишен мандат на всеобщи преки избори. Висш орган на изпълнителната власт е министерски съвет начело с министър-председател, който се избира от парламента, след предложена от президента кандидатура. Председателят на Министерския съвет формира правителство, което се одобрява от парламента.

## Административно деление
В състава на Република Сърбия влиза автономната област Войводина с главен град Нови Сад. На 17 февруари 2008 г. представителите на албанското етническо мнозинство в Косово (автономна област съгласно сръбската конституция от 2006 г.) я обявяват за независима държава – акт, непризнат от Сърбия и част от международната общност. Редица страни, сред които и България, признават Косово за независима държава. Всъщност правителството в Белград запазва известна степен на контрол само върху анклавите, населени със сърби.
С понятието Централна Сърбия се обозначава територията на Република Сърбия между Войводина и Косово. Тя не представлява отделна административна единица и се намира под прякото управление на централните органи на властта.
Сърбия се дели на 30 окръга: в Сърбия – 18, вкл. гр. Белград, във Войводина – 7, в Косово и Метохия – 5.
Окръзите се делят на 187 общини, от тях в Централна Сърбия – 115, в Косово и Метохия – 22 и във Войводина – 50.

## Население
По данни на преброяването от 2011 г., което изключва Косово и Метохия, в Сърбия има 7 120 666(2)
 души население.

### Етнически състав
Република Сърбия (Централна Сърбия и Войводина) без Косово и Метохия:
- сърби 83,32%,
- унгарци 3,53%,
- цигани 2,05%,
- бошняци 2,02%,
- хървати 0,81%,
- словаци 0,73%,
- други 8% 
(власи, албанци, румънци, българи, черногорци, буневци, русини, украинци, словенци, немци, чехи).

Централна Сърбия (представлява ядрото на сръбската държава)
- сърби 89,5%,
- албанци 1%,
- българи 0,3%,
- други 6,3% (власи, румънци, словаци, буневци, русини, украинци, словенци, немци, чехи).

### Религия
Най-разпространената религия в Сърбия е православното християнство, следвано (ако не се взема под внимание Косово) от католицизма, исляма и протестантството. Част от сърбите са атеисти.
-Конфесионален състав
- християни – 79,7%, (от тях православни – 93,1%, католици – 4,7%, протестанти – 1,6%, униати – 0,6%)
- мюсюлмани – 18,5%,
- други – 1,8%

### Българи в Сърбия
Официално самоопределили се като българи през 2002 г. в Сърбия са 20 497 души, живеещи в източната част на страната по границата с България, главно в Западните покрайнини, които до Ньойския мирен договор от 1919 година са в границите на България.

## Икономика
Сърбия е промишлено-аграрна страна с пазарна икономика. Брутният вътрешен продукт (ППС) на страната за 2011 г. е 83,4 милиарда щатски долара, а на глава от населението той е 11 255 щ.д. (6178 щ.д. по номинална стойност), което прави Сърбия страна със средни доходи на населението. До икономическата криза през 2009 г. това е най-бързо развиващата се балканска икономика, отбелязваща ръст от средно около 6% между 2005 и 2007 г., достигайки до 8,7% за 2008 г. Въпреки това БВП на глава от населението продължава да е едва 37% от средния за Европейския съюз.
Сръбската икономика претърпява колапс в началото на деветдесетте години на 20 век. На Сърбия са наложени общи санкции от Съвета за сигурност на ООН 1992 г. Голям дял от санкциите са премахнати през 1996, 2000, 2001 и 2005 г., когато е напълно нормализирана търговията със САЩ. Страната има споразумение за свободна търговия с ЕС. Високата безработица (14% за 2010), инфлацията и отрицателният външнотърговски баланс продължават да бъдат проблеми за сръбската икономика. Главни икономически партньори на Сърбия са Европейският съюз, бившите югославски републики, Русия и страните от ОНД.
Страната има значителни запаси от полезни изкопаеми – руди на цветни метали, хромити, въглища, нефт, олово, цинк. Хомолските планини са богати на медна руда. Северният дял на Банат е богат на нефт и природен газ. Развита е черната и цветната металургия, машиностроенето, химическата, целулозно-хартиената, текстилната и хранително-вкусовата промишленост.

### Селско стопанство
Сърбия има 6 милиона хектара обработваеми земи, от които 85% са частна собственост.
Основните земеделски култури са пшеница, царевица, слънчоглед, захарно цвекло, коноп, зеленчуци, плодове и лозя. Най-плодороден земеделски край е Войводина. Там се отглежда жито, царевица, и соя. В Шумадия е развито овощарството и лозарство. Животновъдството е развито в Рашка и Източна Сърбия, и е съсредоточения върху едър рогат добитък, свине, овце и птици.

### Транспорт и инфраструктура
Сърбия има една от най-старите авиолинии, Jet Airways открита през 1927 г. В Сърбия има 3 международни летища: Белград, Ниш, Вършац, както и едно в Косово – Прищина.
През Сърбия тече река Дунав, важен плавателен коридор, който пресича Централна Европа до Черно море. Освен Дунав плавателни реки са още Сава, Морава и Тиса. Важни транспортни коридори, преминаващи през територията на Сърбия са: Ибърската и Адриатическата магистрали, магистралата Белград-Ниш и жп. линията Белград – Бар. Сърбия заема стратегическо място на границата на Балканския полуостров и Централна Европа, като събира няколко паневропейски транспортни коридора, сред които най-важен е коридор № 10.

## Политика
На 21 януари 2014 г. официално започват преговорите за членство на Сърбия в Европейския съюз. Сръбската държава се стреми към изпълняване на условията за присъединяване до 2018 г. и да може да влезе в Съюза за следващия финансов период, започващ от 2020 г.

## Култура
- Сръбска академия на науките и изкуствата
- Матица сръбска
- Княжеско-сръбски театър
- Сръбско кино

### Език
Официален език е сръбският език (от групата на славянските езици). Други използвани езици са албански и унгарски. Във Войводина освен сръбския официални езици са унгарски, словашки, хърватски, румънски и русински.
Що се отнася до местната общност, езикът получава официален статус там, ако делът на говорещите достигне определено ниво. В резултат на това унгарският има официален статут в 30 общини във Войводина, словашки в 13, румънски в 9, руски в 8, хърватски в 3, чешки в 1. Само в някои общности в Централна Сърбия други езици имат официален статут.
Официалната азбука в страната е кирилицата, която се използва в държавните учреждения и документи. Успоредно с нея се използва латиницата, която е по-предпочитана и е станала полуофициална (използва се в реклами, надписи, субтитри в телевизионни предавания и др.). Пътните указателни табели са надписани на кирилица и латиница.

### Празници
- 1 януари – Нова година
- 7 януари – Коледа
- 13 януари – Православна (Сръбската) Нова година
- 27 януари – Ден на духовността
- 15 и 16 февруари – Ден на държавността
- 1 и 2 май – Празник на труда
- 28 юни – Ден на сърбите, паднали за родината

### Държавни символи
Химнът на Република Сърбия е същият като стария химн на Кралство Сърбия „Боже справедливи“, но с малки промени в текста.
Гербът на Република Сърбия е гербът на Кралство Сърбия от 1882 г. и представлява бял двуглав орел с щит на гърдите, на които са изобразени четири огнива, а над главата на орела има корона на династията на Неманичите.
Република Сърбия има национално знаме, което е с три водоравни ленти: червена, синя и бяла. Наред с националното знаме има и държавно знаме, което е същото като националното с тази разлика, че на синьото поле е изобразен гербът на Република Сърбия.
Парична единица – динар (RSD) = 100 пари.